# Referendum in Slovacchia del 2023
Il referendum in Slovacchia del 2023 si è tenuto il 21 gennaio 2023.
In seguito alle elezioni parlamentari in Slovacchia del 2020, nelle quali il partito di centrosinistra di Direzione - Socialdemocrazia (SMER) è stato sconfitto dal partito di centrodestra di Gente Comune e Personalità Indipendenti (OL'aNO), i partiti all'opposizione hanno avviato una procedura di indizione di referendum per convocare delle elezioni anticipate.
Il referendum proposto è stato rigettato dalla Corte costituzionale della Slovacchia nel 2021; ciononostante i proponenti del referendum hanno lanciato una petizione che ha raccolto 381 mila firme valide, presentando una nuova richiesta di referendum il 24 agosto 2022. Il successivo 12 settembre, la Presidente Zuzana Čaputová confermò che il referendum si sarebbe tenuto.
I promotori del referendum avevano intenzione di porre due questioni: la modifica della Costituzione del Paese per permettere, tramite referendum o un’auto-risoluzione parlamentare votata dalla maggioranza assoluta, lo scioglimento anticipato (qualora necessario) del Consiglio Nazionale, e la richiesta delle dimissioni del governo di Eduard Heger. La Corte costituzionale ha rigettato quest'ultima richiesta in quanto incostituzionale, ma ha approvato la prima.
Nonostante il referendum abbia avuto un ampio margine di votanti a favore, poiché non è stato raggiunto il quorum richiesto della maggioranza degli aventi diritto, la consultazione è ufficialmente fallita.

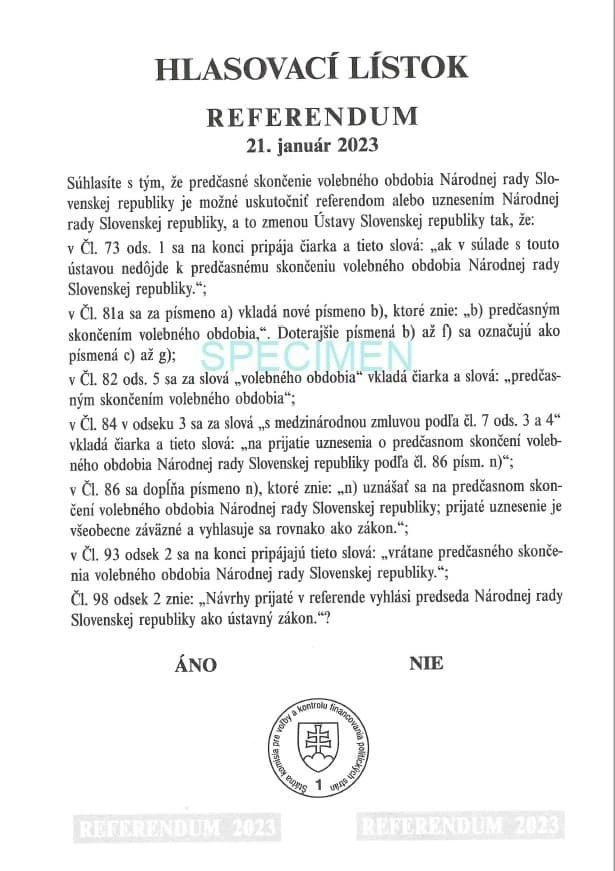
Scheda di voto utilizzata

## Contesto
In Slovacchia, la Costituzione stabilisce che l’organo legislativo nazionale, il Consiglio Nazionale, abbia una durata di 4 anni (Art. 73, §1) e possa essere sciolto anticipatamente solo in specifiche circostanze (Art. 102, §1, sotto comma “e”). Fra queste, tuttavia, non è presente la perdita, per un governo in carica, della maggioranza e l’impossibilità di ricostituirne una nuova, salvo questa situazione duri più di sei mesi.
La consultazione quindi, promossa dall’opposizione prima della caduta del Governo Heger, si era preposta di modificare tale disposizione sperando di poter giungere ad elezioni anticipate prima del termine costituzionale in cui sarebbe stato possibile farlo.
Precedentemente, delle proposte simili furono tentate nel 2000 e nel 2004, ma anche quest’ultime non ebbero successo solo per il mancato raggiungimento del quorum, mentre un’analoga proposta fu bocciata nel 2021 dalla Corte costituzionale della Slovacchia.
Il referendum costituzionale si è collocato in un contesto di ripetuti tentativi da parte della Direzione - Socialdemocrazia (SMER) di far indire elezioni anticipate. In seguito all'omicidio del giornalista Ján Kuciak nel 2018, il partito di Gente Comune e Personalità Indipendenti (OL'aNO) stravolse le previsione e sconfisse la SMER nel corso delle elezioni parlamentari in Slovacchia del 2020. Il leader del OL'aNO, Igor Matovič prese il posto di Peter Pellegrini come primo ministro della Slovacchia e guidò un governo di coalizione con i partiti di Siamo una Famiglia (SR), Libertà e Solidarietà (SaS) e Per il Popolo (ZL').

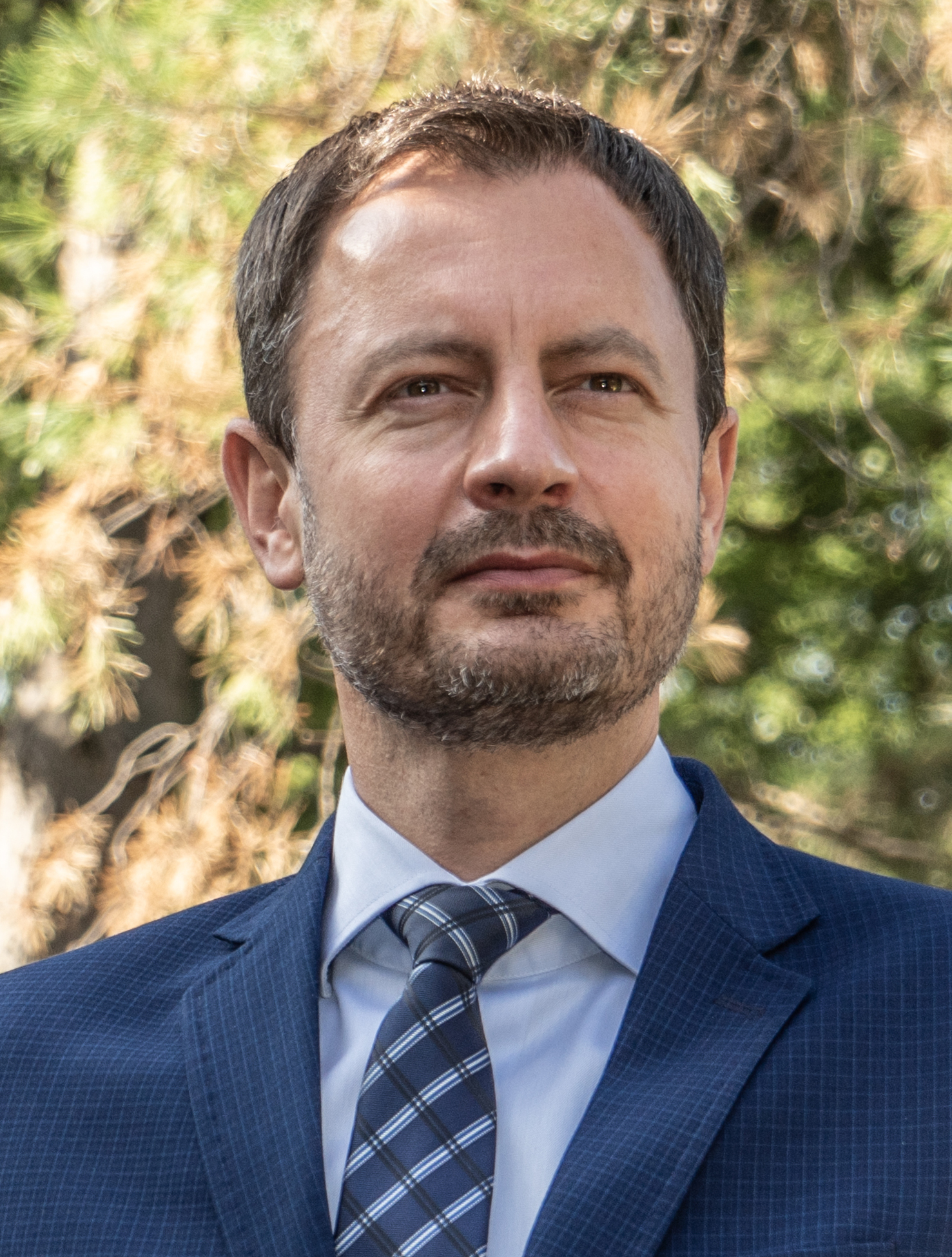
Il Primo ministro della Slovacchia, Eduard Heger.

In seguito a una crisi politico-istituzionale nel marzo 2021, causata dall'annuncio di Matovič riguardo l'acquisto di vaccini Sputnik V contro la COVID-19 senza una previa approvazione degli alleati di coalizione, Matovič è stato costretto a dimettersi dalla carica di primo ministro. Al suo posto è stato nominato Eduard Heger. OL'aNO, SR, SaS e ZL' hanno proseguito la coalizione, tuttavia SaS ha deciso di lasciare la compagine di governo nel settembre 2022, a causa di divergenze di vedute sulle politiche economiche. Il governo Heger ha dovuto affrontare una mozione di sfiducia nel dicembre 2022, che è passata con successo. Il leader di SaS, Richard Sulík, ha affermato che sarebbe in favore alla formazione di un nuovo governo, mentre la Presidente della Slovacchia, Zuzana Čaputová, ha affermato che Heger continuerebbe a ricoprire la carica di capo del governo pro tempore. Questo ha dato l'opportunità ai membri del Parlamento slovacco di modificare la Costituzione in modo da indire delle elezioni anticipate, oppure, qualora non fossero stati in grado di fare ciò, si sarebbe dovuto formare un nuovo governo.

## Risultati
I seggi elettorali sono stati aperti dalle ore 07:00 (UTC+01:00) fino alle 22:00. Poiché votò solo il 27% dell'elettorato e poiché era necessaria la maggioranza dei voti e un quorum di almeno il 50% per ottenere l'approvazione della proposta, il referendum fallì.
| Sì              | 1 163 586 | 98,44 |  |  |  |  |  |  |
| No              | 18 398    | 1,56  |  |  |  |  |  |  |
| Totale          | 1 181 984 | 100   |  |  |  |  |  |  |
|                 |           |       |  |  |  |  |  |  |
| Voti non validi | 10 265    | 0,86  |  |  |  |  |  |  |
| Votanti         | 1 192 249 | 27,24 |  |  |  |  |  |  |
| Elettori        | 4 377 565 |       |  |  |  |  |  |  |

## Conseguenze politiche
Qualche giorno dopo il fallito referendum, il 25 gennaio 2023 il Consiglio Nazionale della Repubblica Slovacca ha votato per modificare la Costituzione in modo da permettere delle elezioni anticipate qualora approvate da una maggioranza dei tre quinti nel consiglio. Venne concordato che le successive elezioni parlamentari si sarebbero tenute il 30 settembre 2023.